# Pisek (Dakota del Nord)
Pisek è un centro abitato (city) degli Stati Uniti d'America, situato nella Contea di Walsh, nello Stato del Dakota del Nord. Nel censimento del 2000 la popolazione era di 96 abitanti. La città è stata fondata nel 1882. Il nome deriva da quello della città boema di Písek, dalla quale provenivano alcuni dei fondatori del paese.

## Geografia fisica
Secondo i rilevamenti dell'United States Census Bureau, la località di Pisek si estende su una superficie di 0,30 km², tutti occupati da terre.

## Popolazione
Secondo il censimento del 2000, a Pisek vivevano 96 persone, ed erano presenti 27 gruppi familiari. La densità di popolazione era di 313 ab./km². Nel territorio comunale si trovavano 60 unità edificate. Per quanto riguarda la composizione etnica degli abitanti, il 96,68% era bianco, l'1,04% era nativo e il 2,08% apparteneva a due o più razze. La popolazione di ogni razza ispanica corrispondeva al 2,08% degli abitanti.
Per quanto riguarda la suddivisione della popolazione in fasce d'età, il 15,6% era al di sotto dei 18, il 5,2% fra i 18 e i 24, il 25,0% fra i 25 e i 44, il 24,0% fra i 45 e i 64, mentre infine il 30,2% era al di sopra dei 65 anni di età. L'età media della popolazione era di 47 anni. Per ogni 100 donne residenti vivevano 92,0 maschi.